# Nekateri so za vroče
Nekateri so za vroče (angleško Some Like It Hot) je ameriški črno-beli romantično komični film iz leta 1959, ki ga je režiral in produciral Billy Wilder. V glavnih vlogah nastopajo Marilyn Monroe, Tony Curtis in Jack Lemmon, v stranskih vlogah pa George Raft, Pat O'Brien, Joe E. Brown, Joan Shawlee in Nehemiah Persoff. Scenarij sta napisala Wilde in I. A. L. Diamond ter temelji na scenariju, ki sta ga napisala Robert Thoeren in Michael Logan za francoski film Fanfara ljubezni. Zgodba prikazuje glasbenika, ki se preoblečeta v ženski, da pobegneta pred mafijci, ki sta jih bila videla zagrešiti zločin. 
Film je bil premierno prikazan 29. marca 1959 in se izkazal za uspešnico z več kot 40 milijoni USD prihodkov ob 2,9-milijonskem proračunu. Naletel je tudi na dobre ocene kritikov, nekateri sodobni kritiki ga uvrščajo med najboljše filme vseh časov. Na 32. podelitvi je bil nominiran za oskarja v šestih kategorijah, tudi za najboljši film, režijo, izvirni scenarij in igralca (Lemmon), nagrajen pa je bil za kostumografijo. Osvojil je zlate globuse za najboljši glasbeni ali komični film ter najboljšega igralca (Lemmon) in igralko (Monroe) v glasbenem ali komičnem filmu. Ameriški filmski inštitut ga je leta izbral za najboljši ameriški komični film, na lestvici stotih najboljših ameriških filmov pa ga je leta 1998 uvrstil na 14. mesto. Po anketi BBC iz leta 2017, v kateri je sodelovalo 253 filmskih kritikov iz 52-tih držav, so film izbrali za najboljšo komedijo vseh časov. Leta 1989 ga je ameriška Kongresna knjižnica izbrala za ohranitev v okviru Narodnega filmskega registra zavoljo njegove »kulturne, zgodovinske ali estetske vrednosti«. Film je bil posnet mimo Haysovega kodeksa zaradi tem homoseksualnosti in preoblačenja v ženske, toda velik uspeh filma je pripomogel k ukinitvi kodeksa.

## Vloge
- Marilyn Monroe kot Sugar »Kane« Kowalczyk
- Tony Curtis kot Joe/»Josephine«/»Shell Oil Junior«
- Jack Lemmon kot Jerry (Gerald)/»Daphne«
- George Raft kot »Spats« Colombo
- Pat O'Brien kot agent Mulligan
- Joe E. Brown kot Osgood Fielding III
- Nehemiah Persoff kot »Little Bonaparte«
- Joan Shawlee kot Sweet Sue
- Dave Barry kot gospod Bienstock
- Billy Gray kot Sig Poliakoff
- Barbara Drew kot Nellie Weinmeyer
- George E. Stone kot »Toothpick« Charlie
- Mike Mazurki kot Spatsov plačanec
- Harry Wilson kot Spatsov plačanec
- Edward G. Robinson Jr. kot Johnny Paradise
- Beverly Wills kot Dolores